# Leuctra alexanderi
Leuctra alexanderi is een steenvlieg uit de familie naaldsteenvliegen (Leuctridae). De wetenschappelijke naam van de soort werd voor het eerst geldig gepubliceerd in 1941 door John F. Hanson.